# تیجانی بلعید
تیجانی بلعید (عربی: تيجاني بلعيد؛ زادهٔ ۶ سپتامبر ۱۹۸۷) بازیکن فوتبال اهل تونس است.
از باشگاه‌هایی که در آن بازی کرده‌است می‌توان به باشگاه فوتبال آپوئل، باشگاه فوتبال اینتر میلان، باشگاه فوتبال اسلاویا پراگ، باشگاه فوتبال آفریقایی، باشگاه فوتبال یونیون برلین، باشگاه فوتبال هال سیتی، باشگاه فوتبال موریرنز، تیم جوانان اینتر میلان، و باشگاه فوتبال پی‌اس‌وی آیندهوون اشاره کرد.
وی همچنین در تیم ملی فوتبال تونس بازی کرده‌است.